# 第46回日本アカデミー賞
第46回日本アカデミー賞は、2023年（令和5年）3月10日に授賞式が行われた日本の映画賞。優秀俳優賞と新人俳優賞は1月23日に発表された。

## 授賞式司会
- 羽鳥慎一（フリーアナウンサー）
- 有村架純（女優、前回最優秀主演女優賞を受賞）

## 受賞者

### 作品賞
| 受賞作品               | 備考         |
| 最優秀作品賞           | 最優秀作品賞 |
| ---------------------- | ------------ |
| 『ある男』             |              |
| 優秀作品賞             |              |
| 『シン・ウルトラマン』 |              |
| 『月の満ち欠け』       |              |
| 『ハケンアニメ!』      |              |
| 『流浪の月』           |              |

### アニメーション作品賞
| 受賞作品                   | 備考                       |
| 最優秀アニメーション作品賞 | 最優秀アニメーション作品賞 |
| -------------------------- | -------------------------- |
| 『THE FIRST SLAM DUNK』    |                            |
| 優秀アニメーション作品賞   |                            |
| 『犬王』                   |                            |
| 『かがみの孤城』           |                            |
| 『すずめの戸締まり』       |                            |
| 『ONE PIECE FILM RED』     |                            |

### 監督賞
| 受賞者       | 作品                   | 備考         |
| 最優秀監督賞 | 最優秀監督賞           | 最優秀監督賞 |
| ------------ | ---------------------- | ------------ |
| 石川慶       | 『ある男』             |              |
| 優秀監督賞   |                        |              |
| 小泉堯史     | 『峠 最後のサムライ』  |              |
| 樋口真嗣     | 『シン・ウルトラマン』 |              |
| 廣木隆一     | 『月の満ち欠け』       |              |
| 吉野耕平     | 『ハケンアニメ!』      |              |

### 脚本賞
| 受賞者       | 作品                  | 備考         |
| 最優秀脚本賞 | 最優秀脚本賞          | 最優秀脚本賞 |
| ------------ | --------------------- | ------------ |
| 向井康介     | 『ある男』            |              |
| 優秀脚本賞   |                       |              |
| 小泉堯史     | 『峠 最後のサムライ』 |              |
| 橋本裕志     | 『月の満ち欠け』      |              |
| 早川千絵     | 『PLAN 75』           |              |
| 政池洋佑     | 『ハケンアニメ!』     |              |

### 主演男優賞
| 受賞者           | 作品                       | 備考             |
| 最優秀主演男優賞 | 最優秀主演男優賞           | 最優秀主演男優賞 |
| ---------------- | -------------------------- | ---------------- |
| 妻夫木聡         | 『ある男』                 |                  |
| 優秀主演男優賞   |                            |                  |
| 阿部サダヲ       | 『死刑にいたる病』         |                  |
| 大泉洋           | 『月の満ち欠け』           |                  |
| 二宮和也         | 『ラーゲリより愛を込めて』 |                  |
| 松坂桃李         | 『流浪の月』               |                  |

### 主演女優賞
| 受賞者           | 作品                    | 備考             |
| 最優秀主演女優賞 | 最優秀主演女優賞        | 最優秀主演女優賞 |
| ---------------- | ----------------------- | ---------------- |
| 岸井ゆきの       | 『ケイコ 目を澄ませて』 |                  |
| 優秀主演女優賞   |                         |                  |
| のん             | 『さかなのこ』          |                  |
| 倍賞千恵子       | 『PLAN 75』             |                  |
| 広瀬すず         | 『流浪の月』            |                  |
| 吉岡里帆         | 『ハケンアニメ!』       |                  |

### 助演男優賞
| 受賞者           | 作品              | 備考             |
| 最優秀助演男優賞 | 最優秀助演男優賞  | 最優秀助演男優賞 |
| ---------------- | ----------------- | ---------------- |
| 窪田正孝         | 『ある男』        |                  |
| 優秀助演男優賞   |                   |                  |
| 柄本佑           | 『ハケンアニメ!』 |                  |
| 坂口健太郎       | 『ヘルドッグス』  |                  |
| 目黒蓮           | 『月の満ち欠け』  |                  |
| 横浜流星         | 『流浪の月』      |                  |

### 助演女優賞
| 受賞者           | 作品                           | 備考             |
| 最優秀助演女優賞 | 最優秀助演女優賞               | 最優秀助演女優賞 |
| ---------------- | ------------------------------ | ---------------- |
| 安藤サクラ       | 『ある男』                     |                  |
| 優秀助演女優賞   |                                |                  |
| 有村架純         | 『月の満ち欠け』               |                  |
| 尾野真千子       | 『ハケンアニメ!』              |                  |
| 清野菜名         | 『ある男』                     |                  |
| 清野菜名         | 『キングダム2 遥かなる大地へ』 |                  |
| 永野芽郁         | 『母性』                       |                  |
| 松本穂香         | 『“それ”がいる森』             |                  |

### 撮影賞
| 受賞者           | 作品                           | 備考         |
| 最優秀撮影賞     | 最優秀撮影賞                   | 最優秀撮影賞 |
| ---------------- | ------------------------------ | ------------ |
| 市川修           | 『シン・ウルトラマン』         |              |
| 鈴木啓造         | 『シン・ウルトラマン』         |              |
| 優秀撮影賞       |                                |              |
| 上田正治         | 『峠 最後のサムライ』          |              |
| 北澤弘之         | 『峠 最後のサムライ』          |              |
| 近藤龍人         | 『ある男』                     |              |
| 佐光朗           | 『キングダム2 遥かなる大地へ』 |              |
| ホン・ギョンピョ | 『流浪の月』                   |              |

### 照明賞
| 受賞者       | 作品                           | 備考         |
| 最優秀照明賞 | 最優秀照明賞                   | 最優秀照明賞 |
| ------------ | ------------------------------ | ------------ |
| 吉角荘介     | 『シン・ウルトラマン』         |              |
| 優秀照明賞   |                                |              |
| 山川英明     | 『峠 最後のサムライ』          |              |
| 宗賢次郎     | 『ある男』                     |              |
| 加瀬弘行     | 『キングダム2 遥かなる大地へ』 |              |
| 中村裕樹     | 『流浪の月』                   |              |

### 音楽賞
| 受賞者         | 作品                 | 備考         |
| 最優秀音楽賞   | 最優秀音楽賞         | 最優秀音楽賞 |
| -------------- | -------------------- | ------------ |
| RADWIMPS       | 『すずめの戸締まり』 |              |
| 陣内一真       | 『すずめの戸締まり』 |              |
| 優秀音楽賞     |                      |              |
| 池頼広         | 『ハケンアニメ!』    |              |
| 髙見優         | 『耳をすませば』     |              |
| Cicada         | 『ある男』           |              |
| FUKUSHIGE MARI | 『月の満ち欠け』     |              |

### 美術賞
| 受賞者       | 作品                           | 備考         |
| 最優秀美術賞 | 最優秀美術賞                   | 最優秀美術賞 |
| ------------ | ------------------------------ | ------------ |
| 林田裕至     | 『シン・ウルトラマン』         |              |
| 佐久嶋依里   | 『シン・ウルトラマン』         |              |
| 優秀美術賞   |                                |              |
| 磯見俊裕     | 『ラーゲリより愛を込めて』     |              |
| 露木恵美子   | 『ラーゲリより愛を込めて』     |              |
| 小澤秀高     | 『キングダム2 遥かなる大地へ』 |              |
| 神田諭       | 『ハケンアニメ!』              |              |
| 我妻弘之     | 『ある男』                     |              |

### 録音賞
| 受賞者           | 作品                           | 備考         |
| 最優秀録音賞     | 最優秀録音賞                   | 最優秀録音賞 |
| ---------------- | ------------------------------ | ------------ |
| 小川武           | 『ある男』                     |              |
| 優秀録音賞       |                                |              |
| 田中博信（録音） | 『シン・ウルトラマン』         |              |
| 山田陽（整音）   | 『シン・ウルトラマン』         |              |
| 深田晃           | 『月の満ち欠け』               |              |
| 矢野正人         | 『峠 最後のサムライ』          |              |
| 横野一氏工       | 『キングダム2 遥かなる大地へ』 |              |

### 編集賞
| 受賞者       | 作品                   | 備考         |
| 最優秀編集賞 | 最優秀編集賞           | 最優秀編集賞 |
| ------------ | ---------------------- | ------------ |
| 石川慶       | 『ある男』             |              |
| 優秀編集賞   |                        |              |
| 阿賀英登     | 『峠 最後のサムライ』  |              |
| 上野聡一     | 『ハケンアニメ!』      |              |
| 栗原洋平     | 『シン・ウルトラマン』 |              |
| 庵野秀明     | 『シン・ウルトラマン』 |              |
| 野本稔       | 『月の満ち欠け』       |              |

### 外国作品賞
| 受賞作品                                | 備考             |
| 最優秀外国作品賞                        | 最優秀外国作品賞 |
| --------------------------------------- | ---------------- |
| 『トップガン マーヴェリック』           |                  |
| 優秀外国作品賞                          |                  |
| 『アバター:ウェイ・オブ・ウォーター』   |                  |
| 『コーダ あいのうた』                   |                  |
| 『スパイダーマン:ノー・ウェイ・ホーム』 |                  |
| 『RRR』                                 |                  |

### 話題賞

#### 俳優部門
- 松村北斗『すずめの戸締まり』『ホリック xxxHOLiC』

#### 作品部門
- 『ONE PIECE FILM RED』

### 新人俳優賞
| 受賞者     | 作品                               | 備考 |
| ---------- | ---------------------------------- | ---- |
| 小野花梨   | 『ハケンアニメ!』                  |      |
| 菊池日菜子 | 『月の満ち欠け』                   |      |
| 福本莉子   | 『今夜、世界からこの恋が消えても』 |      |
| 生見愛瑠   | 『モエカレはオレンジ色』           |      |
| 有岡大貴   | 『シン・ウルトラマン』             |      |
| 番家一路   | 『サバカン SABAKAN』               |      |
| 松村北斗   | 『ホリック xxxHOLiC』              |      |
| 目黒蓮     | 『月の満ち欠け』                   |      |

### 協会特別賞
- 雨宮正信
- 川本征平
- 小池直美
- 福岡康裕

### 会長功労賞
- 伊藤俊也
- 加山雄三
- 望月英樹

### 会長特別賞
- 恩地日出夫
- 松田寛夫
- 河村光庸
- 石井巌
- 大森一樹
- 崔洋一

### 第46回特別賞
- 「ONE PIECE FILM RED」音楽チーム

## 授賞式中継
時刻はいずれもJST。

### テレビ
- 日本テレビ系列（地上波、中継録画）
  - 3月10日（金）21:00 - 22:54
  - スタジオ部分にはナビゲーターとして若林正恭（お笑いタレント、オードリー）、進行役として水卜麻美（日本テレビアナウンサー）がそれぞれ出演。なお関東地区の世帯平均視聴率は5.1%だった（ビデオリサーチ社調べ、リアルタイム）[2]。
- 日テレプラス（CS放送）
  - 3月10日（金）20:00 - 21:00 （直前SP[注 1]）
  - 3月11日（土）21:00 - 23:00 （地上波版の再放送）

### ラジオ
- ニッポン放送（NRN系列31局ネット、中継収録）
  - 3月10日（金）27:00 - 29:00[注 2]『オールナイトニッポン0(ZERO) 〜第46回日本アカデミー賞スペシャル〜』として放送。
  - スタジオ部分にはパーソナリティとして荘口彰久（フリーアナウンサー）、アシスタントとして新行市佳（ニッポン放送アナウンサー）がそれぞれ出演。

## テレビスタッフ
- 主催：日本アカデミー賞協会
- 舞台演出：後藤範之
- イベントプロデューサー：前田章利、大澤良子、橘佑香里、内藤智子、光岡裕子、鈴木涼介
- 協力：電通
- 番組構成：町山広美
- ナレーション：西島秀俊、服部伴蔵門、森富美（日テレアナウンサー）
- 技術統括：鎌倉和由

＜会場中継＞
- - 中継車演出：須原翔、井上将司
  - 中継車ディレクター：廣瀬隆太郎
  - ディレクター：野島穣治
  - プロデューサー：田辺渉、浜武由衣
  - FM：森田隆行
  - FD：大石正通、大場晶
  - TK：竹島祐子
  - TD：中島和真
  - SW：浅田昇、東武志、原島伸光
  - カメラ：岩永雄允、岩倉康宏
  - 音声：瀧島要介、林英毅
  - 調整：藤原達記、柳原拓実
  - 照明：谷田部恵美、岩井千知、横山杏奈
  - モニター：杉山知浩、紺野智宏
  - 音効：福永真弓
  - 美術：葛西剛太
  - デザイン：波多野真理、高井美貴、高木彩
  - 大道具：鷲嵜季映、清水綾乃
  - 電飾：佐久間康仁、飯塚奈美
  - 装置：石原隆
  - 装飾：伊沢英樹、矢吹竜也
  - アクリル装飾：松本健、山田隼人
- 技術協力：NiTRO、東京音研、SIS、ジャパンテレビ、セッターズ
- 美術協力：日テレアート

＜汐留本社＞
- - ディレクター：藁科啓、寺山順二、松本慎太朗、後藤一輝、吉田大光
  - TK：山沢啓子、田中彩、山際慎子、伊村佳恵
  - DSS：田中美南子
  - ECG：宮前芳恵
  - TD：松尾良次
  - SW：野平和之
  - 音声：山本慎吾
  - 音効：中村由紀
  - CG：藤原誠、水落功真
  - 編集統括：水寄謙一、布施智康
  - 編集：本間匡史、波多野耕二、武山智泰、金雄大、坂田宗一郎、桑原啓樹、洪聖恵、石川和音、秦優貴、今中寛幸
  - 編集・MA：NiTRO、イカロス
  - 送出：高村治延、小山田恭平、野沢雄輝
  - リサーチ：フォーミュレーション
- ディレクター：河村哲平、黒川勝功、片岡明日香、西出凌太朗、永井ひとみ、韮沢隆人、田村優典、齋藤郁恵、長沼秀幸、吉田大器、橋本翔輝／福田飛鳥、海上芽来、桑子怜、上野智子、遠藤雅也、髙橋麻利、江橋光帆、工藤駿介
- 制作進行：小松正樹
- 制作デスク：高桑繭子
- 演出：冨永琢磨、高木悟、藤山志歩
- プロデューサー：久道恵、渡邊菜月、佐藤友美、須藤大介、貝瀬芳和、阿河朋子、日下潤、古川栞、細川好公、伊藤実枝子
- チーフプロデューサー：原司
- 制作協力：日企、えすと、AXON
- 製作著作：日本テレビ